# Sindacato nazionale autonomo degli insegnanti di religione

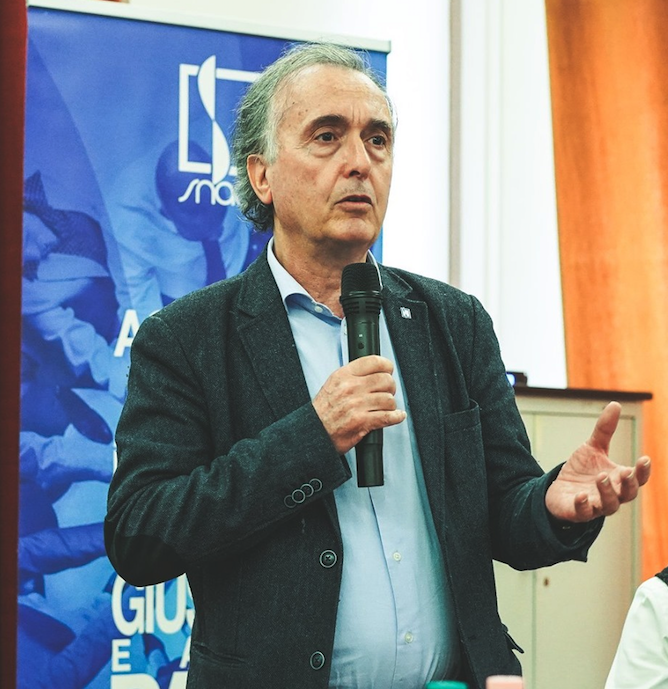
Orazio Ruscica, segretario nazionale Snadir

Il Sindacato nazionale autonomo degli insegnanti di religione (SNADIR) è un sindacato che opera nel settore dell'istruzione fondato nel novembre del 1993 sui valori della convivenza civile, del confronto interculturale e del dialogo interreligioso.

## Iscritti
Lo Snadir rappresenta gli insegnanti di religione precari, personale di ruolo e aspiranti insegnanti. Nel 2020 conta circa 8.974 iscritti, equivalenti al 33% circa del corpo docente.

## Segretario nazionale
Il segretario generale dello Snadir è il rappresentante legale dellʼorganizzazione; coordina e dirige lʼattività della segreteria nazionale, mantiene i rapporti con le altre organizzazioni sindacali, e con il Ministero dell'istruzione, dell'università e della ricerca.
Il segretario generale in carica è Orazio Ruscica, eletto dal congresso nazionale nel 2014.

## Organizzazione
- Segretario nazionale
- Segreteria nazionale
- Consiglio nazionale
- Congresso nazionale
- Congresso provinciale
- Segreteria provinciale

## Le sedi
La sede nazionale è a Roma, mentre, la sede legale e amministrativa si trova a Modica.